# Stephenville Crossing
Stephenville Crossing är en ort i Kanada.   Den ligger i provinsen Newfoundland och Labrador, i den östra delen av landet, 1 400 km öster om huvudstaden Ottawa. Antalet invånare är 1 183.
Terrängen runt Stephenville Crossing är platt åt nordväst, men åt sydost är den kuperad. Havet är nära Stephenville Crossing åt sydväst. Närmaste större samhälle är St. George's, 8,7 km söder om Stephenville Crossing. 
I omgivningarna runt Stephenville Crossing växer i huvudsak blandskog. Trakten runt Stephenville Crossing är nära nog obefolkad, med mindre än två invånare per kvadratkilometer.